# 佛图关公园
佛图关公园是位于重庆市渝中区渝中半岛最狭窄的地点——佛图关处的一座市政公园，长江一路北侧鹅岭公园旁，系原巴渝十二景之一的“佛图夜雨”故地。公园整体为南高北低的狭长坡地，占地面积45公顷，包含绿地31.13公顷，于1986年开园。

## 主要景点
主要景点包括：
- 巴岩石刻：位于佛图关上主干道一带，由佛图关门、古道、石刻、壁雕、铜塑等人文景观和桑榆朝晖、涵虚阁、水声琴韵等景点构成，古道旁岩壁上刻有“佛图古关”四字。
  - 杨闇公烈士铜像：建于佛图关上山崖嘴古道开阔处，全高3.31米，基座高1.5米，宽2.6米，由四川美术学院设计，面朝公园南大门，上有邓小平题字“杨闇公烈士永垂不朽”，周围瞻仰广场面积218.5平方米。
  - 巴崖古道：由关上广场向南行，粗石铺成，古道边有佛来洞、关铭、石刻等景观。
  - 桑榆朝晖：由市中区（现渝中区）老年工作委员会、老年基金会捐资建设，由关上广场向西行，是分上下两层的亭廊，上层长10米，宽3.2米，有挂有“桑榆朝晖”的四脚亭，下层长10米，宽6米，依山建房2间，有《梅林园》《龟虽寿》《霜叶红于二月花》《夜雨寄北》等书画作品。
  - 涵虚阁：由市中区王家坡街道办事处捐资建设，4门柱3开间，长5.1米，宽2.8米，高3.5米，洞深3.7米，宽2.5米，高2米。
  - 水声琴韵：位于桑榆朝晖西侧，有叮咚泉水从崖壁流出汇入约20平方米的泉池，为古代“渝州八景”之一。
- 擎天柱：是佛图关山体上的5根钢筋混凝土支撑柱，柱上有柳青题写的“擎天柱”三字和刻有“佛图关”“涂山女”“望龙门”等传说图案的浮雕。
- 旷野涵虚：位于公园北坡狭长地带，由葵林小憩、巴人石居、西枕双江、望江亭廊、钦贤亭、春晖亭等组成。
  - 西枕双江：是分上下两层的廊阁，面积分别为80.23平方米和32.1平方米，高7.3米。
  - 钦贤亭：加拿大籍华侨吕钦贤、薛依仁伉俪捐资建设，为四方亭，长宽均为3.2米，高4.4米。
- 陈鞠旅墓碑：1987年为纪念陈鞠旅而立，高2米，宽0.83米，厚0.12米。
- 白骨塔：位于公园北侧，高7米，修建于20世纪30年代，塔基为乱石及灰土建成，下埋葬有重庆大轰炸的亡者尸骨，被登记进入全国第三次文物普查。[3]

## 历史沿革
1984年1月，市中区颁布《关于保护佛图关风景名胜的布告》，并于次年2月请西南农学院、重庆建筑工程学院、市设计院等单位评估，于6月市绿化局做出公园规划，规划面积45.13公顷，并于当月动工。
1986年1月3日，市中区成立佛图关公园筹备处，负责公园规划、建设与管理工作，同年开园。
1987年7月2日，市中区成立重庆佛图关公园管理处，归属于区市政绿化局。
1987年至1989年间，公园由社会捐资57.9万元人民币启动建设，建成了包括巴岩石刻、巴崖古道等15个景点，后至1992年间，公园又不断修建改造了共29个景点。
1990年，佛图关公园正式开始收取门票。
2003年11月，渝中区政府斥资200万元将因大坪循环道的建设须搬迁的25块七牌坊碑林迁移至佛图关公园，修建永久性展示场地。
2003至2007年间，渝中区对佛图关公园进行了扩建。
2007年，佛图关公园取消门票，列入重庆市50项“民心工程”项目名单。
2008年1月16日，佛图关公园与鹅岭公园合并为重庆鹅岭公园，两园连接处建“石宝寨”。
2009年10月，重庆关岳庙随重庆旧城改造开始迁建工程，于2010年9月从原址渝中区较场口迁入佛图关公园，占地30亩。关岳庙是川渝地区最重要的道观之一，原建于明代，占地5000平方米，供奉关羽、岳飞像，解放后因庙宇被损坏、铜像被移植三峡博物馆展览而搬迁重建。
2019年，佛图关公园改造新建步道工程，属于半山崖线步道工程的一部分。原步道狭窄，断头路多；新步道宽1.5至2.4米，其中新建部分约1000米，形成了“3横6纵”的步行系统。同时修建了“巴山夜雨”观景平台。
2021年2月，佛图关公园因为能从不同角度拍摄重庆轨道交通2号线列车穿越花海的美景，吸引大批游客前来参观，此景被称为“开往春天的地铁”。

## 交通
佛图关公园临近重庆轨道交通2号线佛图关站，除原有829线公交车外，2020年重庆市为公园开通了3201线公交车。